# Flekkefjord
Flekkefjord est une kommune de Norvège. Elle est située dans le comté d'Agder.

## Personnalitées liées à Flekkefjord
- John Andreas Andersen réalisateur
- Søren Abildgaard  écrivain et un illustrateur danois
- Eman Marković footballeur norvégien
- Peter Waage chimiste norvégien
- Eva Lundgren féministe suédoisei